# Bartosz Wachnik
Bartosz Wachnik (ur. 7 października 1973 w Warszawie) – polski naukowiec i przedsiębiorca.

## Biografia
Absolwent LO im. Stanisława Wyspiańskiego w Warszawie (1992), a następnie Wydziału Elektrycznego (1997) oraz Wydziału Inżynierii Produkcji (1999) Politechniki Warszawskiej.
Od 2000 roku pracownik naukowo-dydaktyczny Politechniki Warszawskiej, Wydziału Mechanicznego i Technologicznego.
Stopień doktora uzyskał w roku 2005 na podstawie rozprawy pt. „Modele prognozowania i analizy odchyleń w systemie controllingu”, a stopień doktora habilitowanego w roku 2023 na podstawie rozprawy pt. „Luka informacyjna w przedsięwzięciach informatycznych.
Problemy i rozwiązania”. Główne obszary aktywności naukowej:
1. Rozwój teorii luki informacyjnej w projektach informatycznych,
2. Analiza przyczyn i konsekwencji nieudanych projektów informatycznych polegających na wdrożeniu systemów wspierających zarządzanie klasy ERP, CRM, BI, DMS, ECM,
3. Konsekwencje wykorzystania sztucznej inteligencji w ujęciu społecznym w szczególności w zakresie działalności gospodarczej,
4. Budowa strategii transformacji cyfrowej w średnich i dużych przedsiębiorstwach.

Równolegle do działalności naukowej zajmuje się doradztwem z zakresu wdrażania systemów informatycznych wspomagających zarządzanie. Współzałożyciel firm: ASC Partner Group S.A (2008), Ensofcon Sp. z o.o. (2008), Alna Business Solutions Sp. z o.o. (2023), BPO House Sp. z o.o., które dostarczają usługi w zakresie wdrażania systemów klasy ERP, CRM, BI, ECM, DMS lub usług consultingowych dla wyższego kierownictwa firm.
W ciągu ponad 25 lat był doradcą właścicieli, członków zarządu oraz wyższego kierownictwa firm w zakresie realizacji projektów informatycznych.
Przy Sądzie Rejonowym w Warszawie pełni funkcję biegłego sądowego w zakresie realizacji projektów informatycznych.

## Stanowiska
1. Członek zarządu w firmach:
  1. ASC Partner Group S.A
  2. Ensofcon Sp.zo.o,
  3. Alna Business Solutions Sp.zo.o.
  4. BPO House Sp.zo.o
2. zastępca dyrektora ds. naukowych w Instytucie Organizacji Systemów Produkcyjnych na Wydziale Inżynierii Produkcji (obecnie Mechaniczny Technologiczny) Politechniki Warszawskiej (2020–2021)

## Członkostwa
Naukowe Towarzystwo Informatyki Ekonomicznej

## Wybrane publikacje
1. Wachnik B. (2022), Analysis of the Use of Artificial Intelligence in the Management of Industry 4.0 Projects. The Perspective of Polish Industry, „Production Engineering Archives”, 28(1), s. 56–63, ISSN 2353-5156.
2. Wachnik B., Pryciński P., Murawski J. (2021), An Analysis of the Causes and Consequences of the Information Gap in IT Projects. The Client’s and the Supplier’s Perspective in Poland, „Archives of Transport”, vol. 60, nr 4, s. 219–244, ISSN 0866-9546.
3. Wachnik B. (2020), Luka informacyjna w przedsięwzięciach informatycznych. Problemy i rozwiązania, Polskie Wydawnictwo Ekonomiczne, Warszawa s. 271, ISBN 978-83-208-2416-2.
4. Wachnik B. (2016), Wdrażanie systemów informatycznych wspomagających zarządzanie, PWE, Warszawa, s. 222, ISBN 978-83-208-2248-9.
5. Wachnik B. (2016), Moral Hazard in IT Project Completion. An Analysis of Supplier and Client Behavior in Polish and German Enterprises, Information Technology for Management, Lecture Notes in Business Information Processing, Springer, Cham, s. 77–90, ISBN 978-3-319-30527-1.
6. Wachnik B. (2014), Reducing Information Asymmetry in IT Projects – Action Research Results, „Informatyka Ekonomiczna. Prace Naukowe Uniwersytetu Ekonomicznego we Wrocławiu”, vol. 31, s. 212–222, ISSN 1507-3858.